# Aya Kiguchi
Aya Kiguchi (木口 亜矢 Kiguchi Aya, nascută 11 octombrie 1985, în Kawasaki, Kanagawa, Japonia) este un race queen și model care este reprezentată de agenția de talente, Platinum Production.